# Sbarramento di Perca
Lo sbarramento di Perca (Sperre Percha in tedesco) è uno degli sbarramenti del XV settore di copertura Pusteria, che si erge nella Val Pusteria, nelle vicinanze del paese di Perca, la periferia a est di Brunico in Alto Adige. Questo sbarramento è uno dei diversi sbarramenti che vanno a comporre il Vallo alpino in Alto Adige.

## Storia
Lo sbarramento di Perca si trova in posizione arretrata, sito nella stretta della val Pusteria, nel territorio comunale di Perca, a protezione della conca di Brunico. Tale sbarramento difensivo apparteneva al II sistema difensivo, che seguiva la linea che a nord trovava il monte Nalle (Hochnall), scendendo nel fondovalle per poi risalire sul monte di Forcella (Schartlberg).
Il primo progetto è datato al marzo 1939, ed inizialmente si pensava alla costruzione di 7 opere difensive che dovevano seguire i dettami della circolare 7000:
- 6 opere costruite in calcestruzzo, di cui 2 resistenti ai medio calibri, 1 ai piccoli calibri e 3 solamente alle schegge;
- 1 opera scavata in caverna;

In totale era previsto un armamento di 14 mitragliatrici, 6 cannoni anticarro, e una postazione campale per alloggiare aramaenti come mortai da 81 mm.
Con l'uscita dell'ultima circolare 15000, non vi furono grandi modifiche al progetto del 1939; solamente la loro posizione fu modificata. Anche se all'inizio non si era parlato né di fossati anticarro, né di interruzioni stradali, in seguito fu costruito un fossato anticarro, immediatamente a est dell'abitato Rio Liccio (Litschbach). Il numero delle opere difensive fu invece diminuito a 6, dove furono sì ultimati i lavori di copertura degli scavi, ma nessuna di queste ricevette mai né gli allestimenti interni, né gli armamenti.

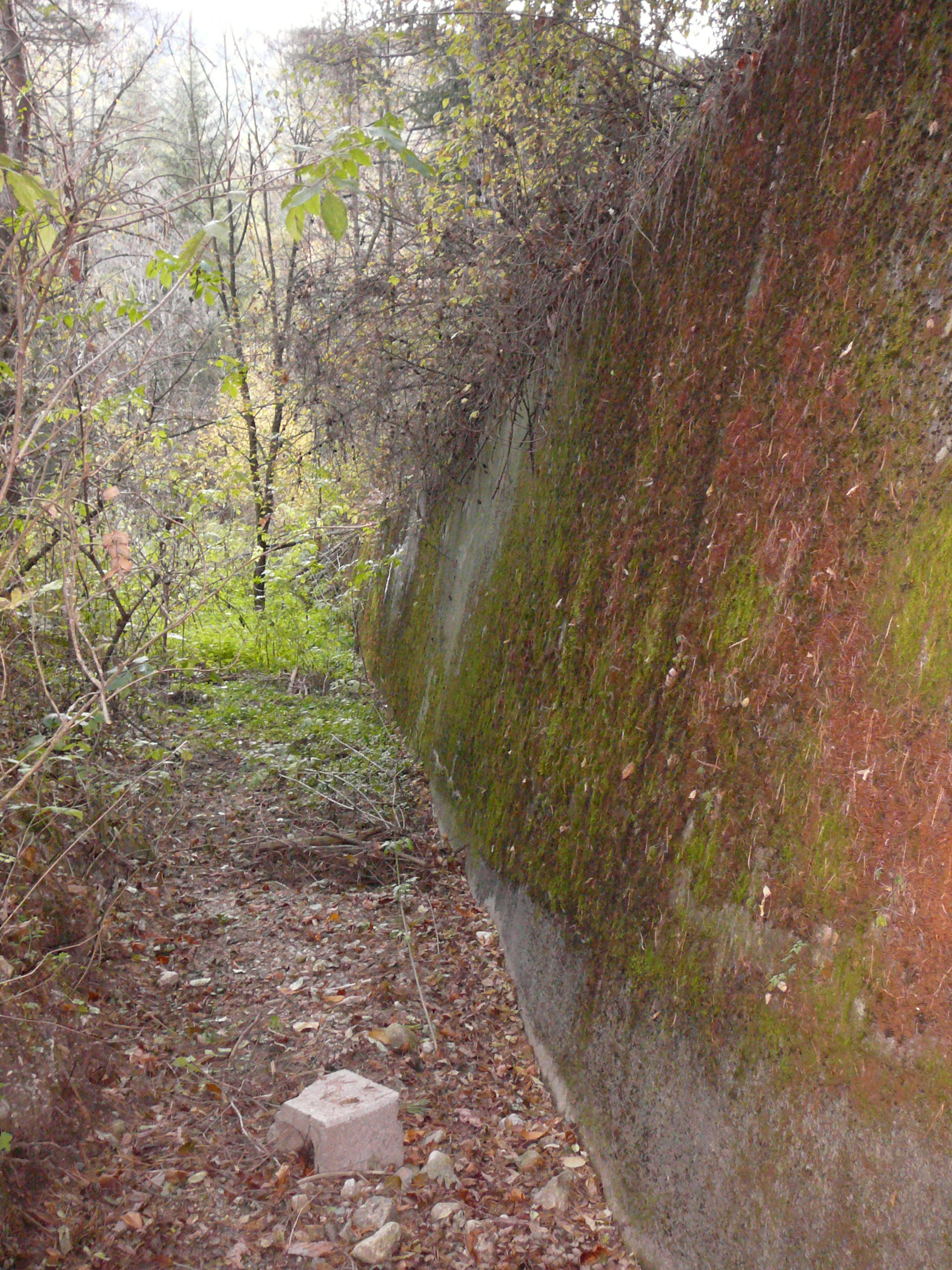
Il fossato anticarro

In posizione arretrata, nei pressi del paese di Lunes (Luns), fu realizzata la costruzione della "Sede di Guerra" del Comando Settore “Pusteria”, scavata in una caverna e che al settembre del 1942 risultava ultimata come scavo e rivestimenti. In tempi recenti, dopo la dismissione, la struttura è stata riutilizzata dal comune di Perca e dai pompieri come magazzino.
Nei pressi di Nessano (Nasen) era invece in progetto la costruzione della Sede di Guerra del Comando Sottosettore “Rienza”, sempre in caverna i cui lavori, ultimati come scavo, furono sospesi alla fine del 1941.
Dopo la riattivazione in ambito NATO, allo sbarramento di 7 opere è stato dato il nome in codice Perseo. Lo sbarramento aveva assegnati: 10 ufficiali, 18 sottufficiali e 195 soldati di truppa, per un totale di 223 uomini. La caserma dove questi alloggiavno si trova circa un chilometro a sud-ovest dal paese di Perca, per la precisione lungo la pista ciclabile vicino alla centrale idroelettrica, ovvero tra la Rienza e la ferrovia della Val Pusteria.

## Fossato anticarro
Il fossato anticarro previsto per questo sbarramento non era accennato nel progetto iniziale, né alcun tipo di ostacoli anticarro; venne inoltre la proposta di ridurre il numero di armi con tale scopo.
In realtà è stato realizzato un fossato che partendo dall'opera 5 bis, attraversava subito il corso della Rienza e continuava in direzione nord-est, alzandosi man mano in altezza, fino a giungere alla base dell'opera 4-4bis.

## Tabella delle opere dello sbarramento
|              | Tipo        | Fuc. MTR | MTR | Cann A.C. | Cannoni 75/27 | Osserv. |
| ------------ | ----------- | -------- | --- | --------- | ------------- | ------- |
| Opera 1      | -           | -        | -   | -         | -             | -       |
| Opera 2      | Media CLS   | -        | -   | 1         | -             | -       |
| Opera 3      | Media CLS   | -        | 2   | 1         | -             | -       |
| Opera 4-4bis | Media CLS   | -        | 2   | 2         | -             | 1/t     |
| Opera 5      | Piccola CLS | -        | 2   | -         | -             | -       |
| Opera 5bis   | Piccola CAV | -        | 2   | -         | -             | -       |
| Opera 6      | Media CLS   | -        | 2   | 1         | -             | -       |
| Opera 6bis   | [ 2 ]       | -        | -   | -         | -             | 1/t     |
| Opera 7      | Piccola CLS | -        | 1   | 1         | -             | 1/t     |
| Totale       | 7           | -        | 11  | 6         | -             | 3       |

L'opera 7 era posta a capo sbarramento.

## Descrizione delle opere dello sbarramento

### Opera 1
- Come raggiungere l'opera

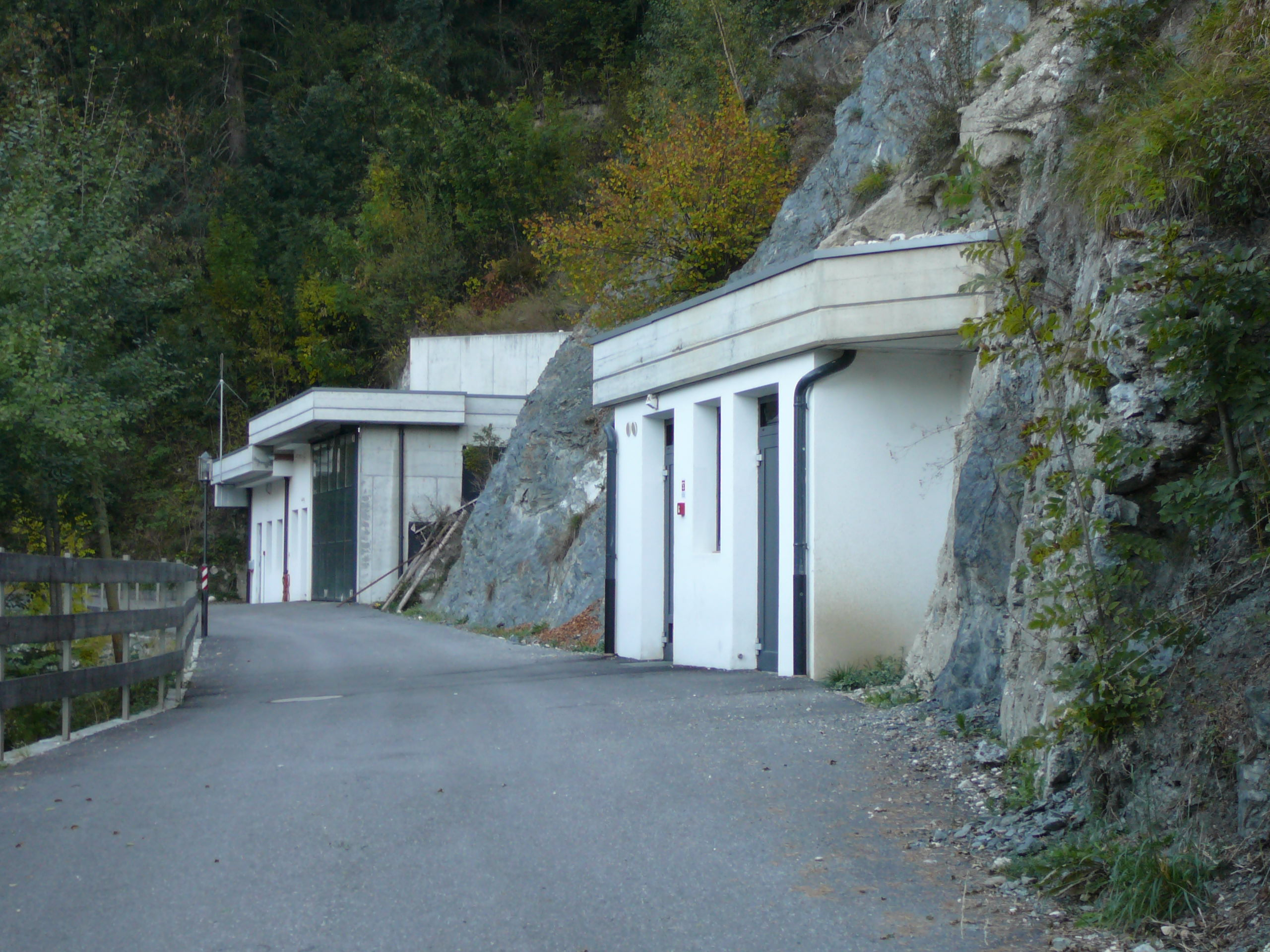
La struttura del comando protetto del settore Pusteria, oggi reimpiegata per l'addestramento dei vigili del fuoco

L'opera si trova in posizione arretrata rispetto alle altre opere difensive, ovvero presso il paese di Villa di Sotto (Unterwielenbach). Qui, a sinistra del torrente che scende si trovano gli accessi a quella che era una volta il comando protetto del settore Pusteria. Nel dopoguerra diviene il comando protetto della brigata alpina Tridentina. Attualmente viene utilizzata per l'addestramento dei vigili del fuoco di Perca.
- Caratteristiche

Opera che oggigiorno è riutilizzata per altro scopo.
- Nome in codice (in ambito NATO):
- Armamento previsto

informazione non pervenuta.
- Ingressi

L'opera ha diversi ingressi.
L'opera è di proprietà privata.
- Dati relativi a ottobre 2011
- Coordinate geografiche:   46°47′32.8″N 11°59′45.99″E

### Opera 2
- Come raggiungere l'opera

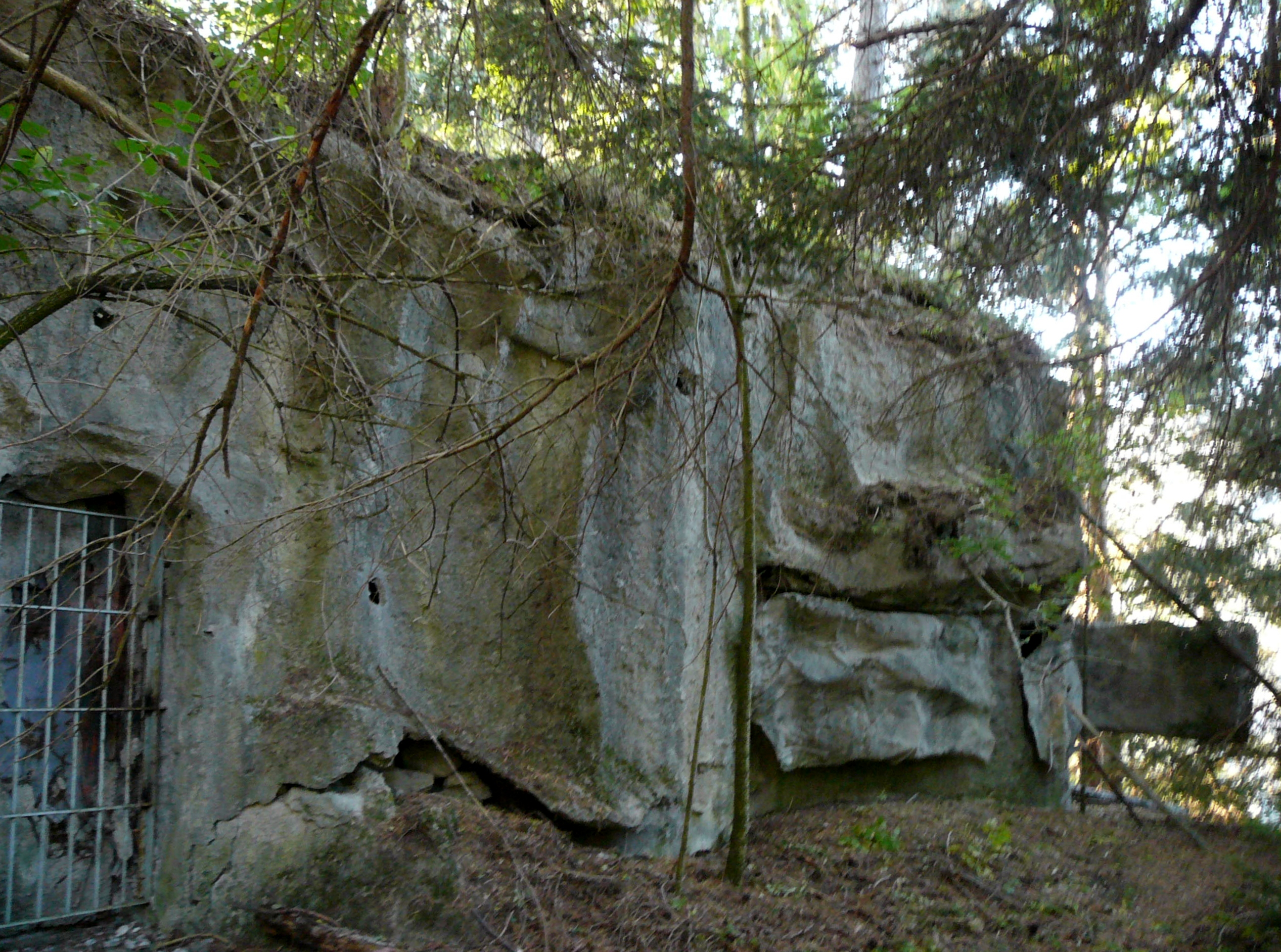
Ingresso e una delle due caponiere laterali dell'opera 2

L'opera si trova in posizione elevata rispetto alle altre opere difensive. In parcicolare per raggiungere l'opera è necessario prendere la strada che porta alla località Montevila (Wielenberg). Qui, raggiunto il secondo tornante, si può raggiungere a piedi anche l'opera.
- Caratteristiche

Opera media di tipo 7000 in monoblocco di calcestruzzo disposta su due piani, oggigiorno di proprietà privata. Sulla sua sommità si trovano i resti una torretta armata da un carro armato M4 Sherman (oggi non più in loco). Il suo accesso è difeso da due caponiere laterali, dando all'opera una forma a testa di Topolino. All'interno di una delle postazioni per mitragliatrice sono ancora presenti alcuni cassoni anti CO per la Breda 37.
- Nome in codice (in ambito NATO): Brace
- Armamento previsto

Armamento tre mitragliatrici dietro piastra piana, nel reimpiego installazione sulla copertura di una torretta enuncleata di carro M4 Sherman armata da un cannone da 76/55.
- Ingressi

L'opera ha un ingresso.
L'opera è di proprietà privata
- Dati relativi a ottobre 2011
- Coordinate geografiche:   46°47′32.99″N 11°59′58.77″E

### Opera 3
- Come raggiungere l'opera

L'opera si trova subito al di sopra della strada statale; arrivando da Brunico, si arriva ad un bivio: a sinistra si va per l'agglomerato di Rio Liccio, mentre a destra si va in direzione Montevila. Prendendo questa direzione, l'opera si trova subito sopra di voi. Di facile individuazione, poiché accanto all'opera si trova un moderno fienile di legno.
- Caratteristiche

Opera media in calcestruzzo, con tre feritoie. L'opera è oggigiorno di proprietà privata. I nuovi proprietari hanno costruito una copertura in legno sopra all'opera, e molto probabilmente ne hanno riadattato gli interni, dato che si scorge un moderno camino, e luci di natale, oltre ad un filo di corrente elettrica che arriva da una delle abitazioni vicine.
La via per l'ingresso è stata rinnovata mediante una passerella in legno. Le feritoie sono state ricoperte con vetri, in modo da impedire ingresso di correnti d'aria.
- Nome in codice (in ambito NATO): Pisa
- Armamento previsto

2 mitragliatrici e un cannone anticarro
- Ingressi

L'opera ha un ingresso.
L'opera è di proprietà privata
- Dati relativi a febbraio 2011
- Coordinate geografiche:   46°47′21.35″N 12°00′00.12″E

### Opera 4-4 bis
- Come raggiungere l'opera

L'opera si trova in prossimità di una curva a gomito della strada statale 49 della Pusteria
- Caratteristiche

Opera media in calcestruzzo. Nonostante l'opera presenti questo doppio nome è un'unica opera suddivisa in due parti: la 4 è quella più prossima alle camerate. In realtà la parte bis fa parte di un'aggiunta successiva. Sulla cima dell'opera si trova una torretta d'osservazione.
In tempi recenti l'opera è stata dotata di moderna serratura in quanto è presumibile che sia stata acquistata da privati. Al suo interno sono presenti ancora qualche cassa da munizioni. All'ingresso con nuova serratura, in alto a destra si trova una scatola di derivazione elettrica, probabilmente mai utilizzata.
- Nome in codice (in ambito NATO): Sano-Asso
- Armamento previsto

2 mitragliatrici, 2 pezzi anticarro.
- Ingressi

L'opera ha 2 ingressi
L'opera è di proprietà privata
- Dati relativi a febbraio 2011
- Coordinate geografiche:   46°47′14.19″N 11°59′57.25″E

### Opera 5
- Come raggiungere l'opera

L'opera si trova alla base dell'opera 4-4bis, di fronte alla 5 bis. In particolare si trova dentro il giardino di una casa privata.
- Come raggiungere l'opera

L'opera piccola in calcestruzzo si trova nel giardino privato dell'ultima casa di Liccio. Dalla sua sommità spunta un lungo camino nero, segno di una probabile modifica all'opera.
- Caratteristiche

Opera piccola in calcestruzzo.
- Nome in codice (in ambito NATO): Salto
- Armamento previsto

2 mitragliatrici
- Ingressi

L'opera ha un ingresso
- Dati relativi a febbraio 2011
- Coordinate geografiche:   46°47′10.96″N 11°59′54.9″E

### Opera 5 bis
- Come raggiungere l'opera

L'opera è facilmente individuabile in quanto si trova esattamente oltre lo stretto ponticello di legno che si trova nel centro abitato di Liccio.
- Caratteristiche

Opera di piccole dimensioni, è scavata in caverna. Accanto alla sua porta di ingresso è ben visibile un moderno cavo elettrico della messa a terra, probabile indice di qualche lavoro in epoca recente. Le sue armi battevano il fossato anticarro da sud.
Sulla sua sommità presenta un particolare camino d'aerazione. Al suo interno sono custoditi diversi tubi.
Era collegata mediante centralino alle opere 4, 5, 6 e al comando. Al suo interno 4 vasche per l'acqua in eternit.
- Nome in codice (in ambito NATO): Banzi
- Armamento previsto

2 mitragliatrici (in origine al posto di una mitragliatrice era previsto un 75/21)
- Ingressi

L'opera ha 1 ingresso con porta garitta asimmetrica
- Dati relativi a febbraio 2011
- Coordinate geografiche:   46°47′09.03″N 11°59′54.86″E

### Opera 6
- Come raggiungere l'opera

Per quanto non sia semplice raggiungere l'opera la sua collocazione è semplice, infatti si trova all'uscita est della galleria del treno della ferrovia della Val Pusteria.
- Caratteristiche

Opera media in calcestruzzo. La sua mimetizzazione esterna effettuata a regola d'arte col passare degli anni sta risentendo dell'età. Nonostante al suo esterno vi siano evidenti segni di cedimenti, l'interno è perfettamente conservato, tant'è che vi si trova persino un estintore. Sulla sua sommità è possibile osservare una tubazione che esce a malapena dal terreno, con annesso sostegno per il complesso aggiuntivo OB9.
All'interno si hanno 4 vasche d'acqua in eternit, ed era in collegamento mediante centralino alle opere 4, 5bis, 7 e al comando.
- Nome in codice (in ambito NATO): Ponte
- Armamento previsto

2 mitragliatrici e 1 pezzo anticarro.
- Ingressi

L'opera ha 1 ingresso
- Dati relativi a febbraio 2011
- Coordinate geografiche:   46°47′02.27″N 11°59′59.93″E

### Opera 6 bis
- Come raggiungere l'opera

Per la sua particolare struttura questa piccola opera risulta di facile individuazione in mezzo al prato.
- Caratteristiche

L'opera è di minime dimensioni, infatti sostanzialmente si tratta di una torretta a 360°, o come una doppia caponiera a 4 feritoie, rivestita all'esterno da una copertura perfettamente mimetica, tanto da renderla non individuabile in mezzo al prato, in quanto è in tutto e per tutto una baracca di legno, tipica dei contadini. La struttura vera e propria, quella interna ha la volta cupolata a sesto ribassato.
Purtroppo la copertura della torretta in legno si sta sempre più distruggendo. L'opera era dotata di collegamento radio.
- Nome in codice (in ambito NATO): Ponte
- Armamento previsto

una torretta a 4 feritoie
- Ingressi

L'opera ha 1 ingresso a pozzetto
- Dati relativi a febbraio 2011
- Coordinate geografiche:   46°47′05.3″N 11°59′48.6″E

### Opera 7
- Come raggiungere l'opera

L'opera si trova in posizione dominante rispetto alle altre; si trova al margine inferiore del bosco che sovrasta la stretta valle. Nonostante le sue feritoie siano oramai quasi irriconoscibili, un approccio da dietro, facilita la sua individuazione.
- Caratteristiche

L'opera è di piccole dimensioni, costruita in calcestruzzo, e con una torretta sulla sua sommità (oggi parzialmente distrutta la sua copertura). La sua posizione dominante ne l'hanno fatta diventare l'opera a capo dello sbarramento.
Era collegata mediante centralino alle opere 4, 6 e al comando. Al suo interno aveva due vasche in eternit per l'acqua.
- Nome in codice (in ambito NATO): Bruno
- Armamento previsto

1 mitragliatrice, 1 pezzo anticarro (90/32L) e 1 torretta osservatorio
- Ingressi

L'opera ha 1 ingresso difeso da una caponiera
- Dati relativi a febbraio 2011
- Coordinate geografiche:   46°46′59.06″N 11°59′45.91″E